# Canyon Crossroads
Canyon Crossroads is een Amerikaanse western uit 1955 onder regie van Alfred L. Werker.

## Verhaal
Een mijnbouwingenieur gaat samen met een meisje en haar vader op zoek naar uraniumvoorraden. De vader raakt gewond tijdens een ongeluk, maar de ingenieur en het meisje zetten hun tocht voort met hulp van een indiaanse gids. Ze weten echter niet dat ze worden achtervolgd door een man, die ook uit is op hun vondst.

## Rolverdeling
| Acteur            | Personage       |
| ----------------- | --------------- |
| Richard Basehart  | Larry Kendall   |
| Phyllis Kirk      | Katherine Rand  |
| Stephen Elliott   | Larson          |
| Russell Collins   | Dr. Andrew Rand |
| Richard Hale      | Joe Rivers      |
| Charles Wagenheim | Pete Barnwell   |
| Alan Wells        | Charles Rivers  |
| Tommy Cook        | Mickey Rivers   |
| William Pullen    | Harry           |